# Natação nos Jogos Pan-Americanos de 2007 - 100 m borboleta masculino
O evento dos 100 m borboleta masculino nos Jogos Pan-Americanos de 2007 foi realizado no Rio de Janeiro, Brasil, de 16 a 18 de julho de 2007.
As três primeiras rodadas eliminatórias tiveram um total de 20 nadadores. Os dezesseis nadadores mais rápidos se classificaram à fase semifinal. Esta fase foi composta por duas baterias de oito atletas cada, e os oito mais rápidos avançaram à final.

## Medalhistas
| Ouro   | BRA Kaio Almeida       |
| Prata  | BRA Gabriel Mangabeira |
| Bronze | VEN Albert Subirats    |

## Recordes
| Recorde mundial       | Ian Crocker (USA)    | 50.40 | 30 de julho de 2005  | Montreal      |
| Recorde pan-americano | Ben Michaelson (USA) | 53.04 | 12 de agosto de 2003 | Santo Domingo |

## Resultados
| Posição | Nadador                      | Eliminatórias | Eliminatórias | Semifinais | Semifinais | Final |
| Posição | Nadador                      | Tempo         | Posição       | Tempo      | Posição    | Tempo |
| ------- | ---------------------------- | ------------- | ------------- | ---------- | ---------- | ----- |
| 1       | Kaio Almeida (BRA)           | 53.05         | 3             | 53.02      | 2          | 52.05 |
| 2       | Gabriel Mangabeira (BRA)     | 53.21         | 4             | 52.94      | 1          | 52.43 |
| 3       | Albert Subirats (VEN)        | 54.05         | 9             | 53.02      | 2          | 52.78 |
| 4       | Octavio Alesi (VEN)          | 52.54         | 1             | 53.46      | 6          | 52.95 |
| 5       | Ricky Berens (USA)           | 53.01         | 2             | 53.66      | 8          | 52.98 |
| 6       | Joe Bartoch (CAN)            | 53.94         | 8             | 53.32      | 4          | 53.18 |
| 7       | Adam Sioui (CAN)             | 53.62         | 7             | 53.52      | 7          | 53.47 |
| 8       | Pat O'Neil (USA)             | 53.40         | 5             | 53.44      | 5          | 53.49 |
|         |                              |               |               |            |            |       |
| 9       | Juan Veloz (MEX)             | 53.59         | 6             | 53.99      |            |       |
| 10      | Jeremy Knowles (BAH)         | 54.54         | 10            | 54.11      |            |       |
| 11      | Nicholas Bovell (TRI)        | 54.75         | 13            | 54.97      |            |       |
| 12      | Camillo Becerra (COL)        | 54.58         | 11            | 55.02      |            |       |
| 13      | Emmanuel Crescimbeni (PER)   | 55.16         | 14            | 55.11      |            |       |
| 14      | Julio Galofre (COL)          | 55.34         | 15            | 55.50      |            |       |
| 15      | Gordon Touw Ngie Tjouw (SUR) | 54.71         | 12            | 55.61      |            |       |
| 16      | Mariano Caviglia (ARG)       | 55.59         | 16            | 55.73      |            |       |
|         |                              |               |               |            |            |       |
| 17      | Jorge Arce (CRC)             | 56.57         |               |            |            |       |
| 18      | Brad Hamilton (JAM)          | 57.07         |               |            |            |       |
| 19      | Roy Barahona (HON)           | 57.20         |               |            |            |       |
| 20      | Gaston Rodriguez (ARG)       | 57.92         |               |            |            |       |